# Giraffa camelopardalis tippelskirchi
La jirafa Masai (Giraffa camelopardalis tippelskirchi), también conocida como jirafa del Kilimanjaro, es la subespecie más grande de Giraffa camelopardalis. Con base en estudios genéticos algunos la consideran una especie.
La jirafa masái tiene las manchas de su cuerpo con el borde dentado. Originalmente esta jirafa estaba muy extendida por toda África, pero hoy en día, debido a la destrucción del hábitat y la deforestación, sólo vive en Kenia y Tanzania. Las hembras pueden ser capaces de criar a los 4 años. Además, dan a luz de pie. Entre el 50 y el 75% de las crías, sin embargo, mueren en los primeros meses de vida a causa de los depredadores. Incluso después de que su cría haya sido muerta, la madre sigue tratando de golpear a los depredadores, como hienas y leones, con sus pezuñas. Si lo consigue puede herir o matar a un depredador; una patada de jirafa Masái es lo suficientemente poderosa como para aplastar el cráneo de un león o romper su columna vertebral. En el cuello de una jirafa masái hay 7 vértebras. La cola es un mechón de pelos cortos. 
La hembra no tiene pelo largo en la cabeza, como tampoco el macho. Ambos, sin embargo, tienen en la parte frontal de 2 a 5 cuernos, cada uno de los cuales está formado a partir de un hueso cubierto con una capa delgada de piel. Las manchas de un macho dominante también tienden a ser de color más oscuro que los otros miembros de la manada. Los machos adultos suelen alcanzar una altura de unos 5,5 metros - el espécimen más alto conocido mide 5,87 m de altura y pesaba unos 2.000 kg -, mientras que las hembras tienden a ser algo más pequeñas, siendo por lo general menores de 5 metros. Las patas son de aproximadamente 2 m de largo y el corazón pesa aproximadamente 12 kg.

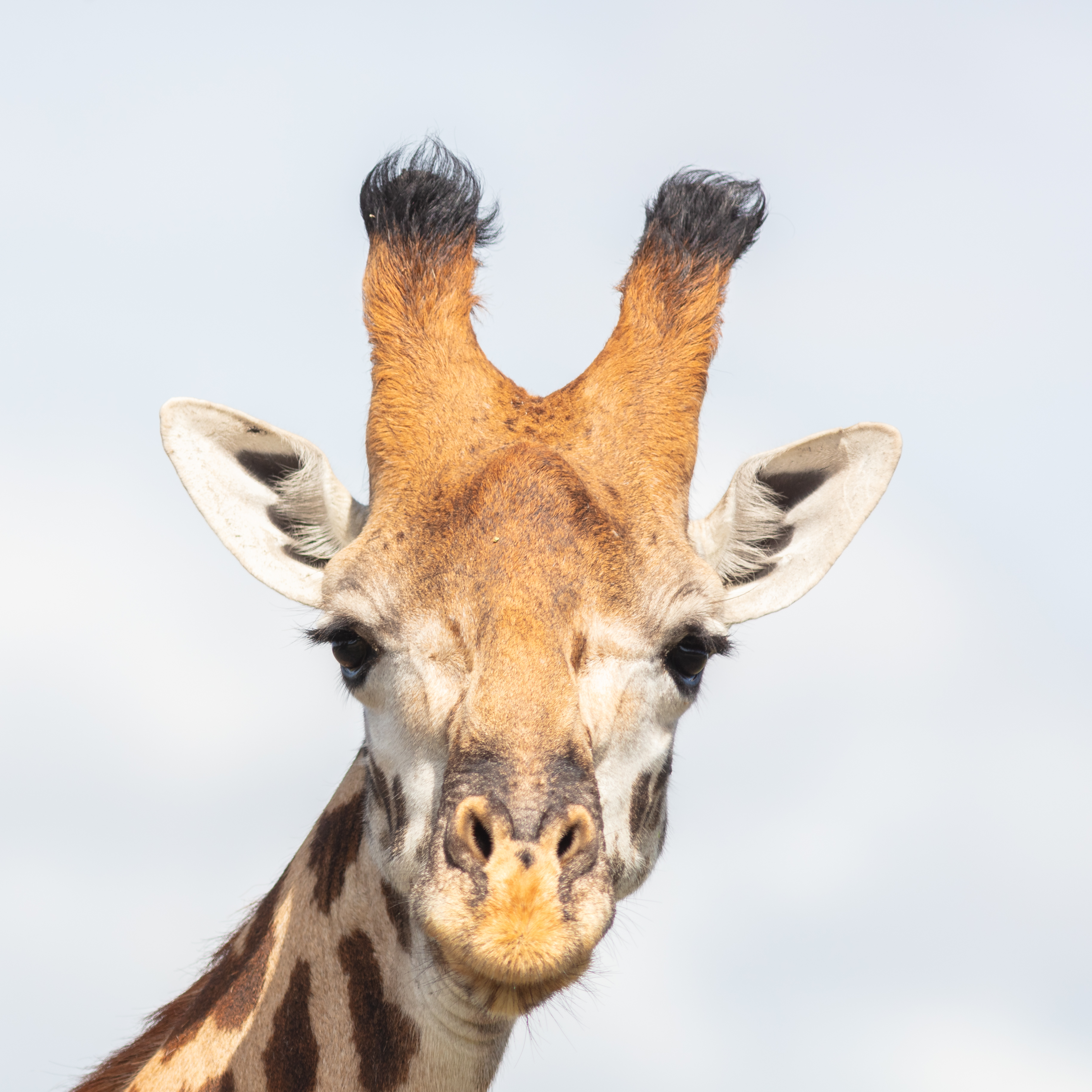
Detalle de la cabeza.